# Deutsche Nordische Skimeisterschaften 1951

Logo des Deutschen Skiverbands

Die 34. Deutschen Nordischen Skimeisterschaften fanden vom 16. bis 19. Februar 1951 in Neustadt im Schwarzwald statt. Es wurde erstmals eine Skilanglauf-Meisterschaft der Frauen ausgetragen. Nach zehnjähriger Pause kehrte der Skimarathon über 50 Kilometer zurück ins Programm. Er wurde zum Abschluss der Meisterschaften in Todtnau abgehalten. Wettkampfort der Sprungläufe war die Hochfirstschanze.

## Skilanglauf

### Frauen

#### 8 km
| Platz | Sportler      | Ort            | Laufzeit (h) |
| ----- | ------------- | -------------- | ------------ |
| 01    | Hanni Gehring | Unterjoch      | 0:38:35      |
| 02    | Lo Eibl       | Garmisch       | 0:41:04      |
| 03    | Herta Stadel  | Donaueschingen | 0:41:05      |
| 04    | Gisela Dubac  | Heidelberg     | 0:43:17      |
| 05    | Edith Keßler  | Villingen      | 0:43:22      |

Datum: Februar 1951

### Männer

#### 18 km
| Platz | Sportler          | Ort           | Laufzeit (h) |
| ----- | ----------------- | ------------- | ------------ |
| 01    | Albert Mohr       | Hindelang     | 1:18:54      |
| 02    | Hubert Egger      | München       | 1:19:14      |
| 03    | Karl Vogel        | Reit im Winkl | 1:19:16      |
| 04    | Rudolf Kopp       | Reit im Winkl | 1:20:07      |
| 05    | Hans Speicher     | Reit im Winkl | 1:20:52      |
| 06    | Robert Grieshaber | Schönwald     | 1:21:24      |
| 07    | Karl Gehrenberg   | Altenau       | 1:22:06      |
| 08    | Juku Pent         | Sonthofen     | 1:22:09      |
| 09    | Erich Kleinewig   | Altenau       | 1:22:36      |
| 10    | Reinhold Karg     | Hindelang     | 1:22:41      |

Datum: Freitag, 16. Februar 1951

Über 100 Konkurrenten machten sich auf den Weg ins Langlaufgebiet bei der Gemeinde Eisenbach im Hochschwarzwald. Sie starteten ab 9 Uhr im 30-Sekunden-Takt. Titelverteidiger Heinz Hauser wurde Elfter.

#### 50 km
| Platz | Sportler         | Verein          | Laufzeit (h) |
| ----- | ---------------- | --------------- | ------------ |
| 01    | Oskar Burgbacher | SZ Brend        | 4:12:15      |
| 02    | Juku Pent        | SC Sonthofen    | 4:15:25      |
| 03    | Eugen Schweizer  | SC Schauinsland | 4:17:34      |
| 04    | Toni Rupp        | SC Sonthofen    | 4:19:15      |
| 05    | Ludwig Angerer   | SC Schellenberg | 4:22:24      |

Datum: Montag, 19. Februar 1951

Es nahmen 30 Athleten am Rennen teil.

#### 4 × 10-km-Staffel
| Platz | Verband        | Sportler                                                      | Laufzeit (h) |
| ----- | -------------- | ------------------------------------------------------------- | ------------ |
| 01    | Bayern I       | Karl Vogel Rudolf Kopp Hubert Egger Albert Mohr               | 2:53:33      |
| 02    | Bayern II      | Peter Wiede Reinhold Karg Hans Speicher Heinz Hauser          | 2:57:49      |
| 03    | Schwarzwald I  | August Hitz Oskar Burgbacher Hermann Möchel Robert Grieshaber | 2:58:49      |
| 04    | Schwarzwald II | Gottlob Diemand Schmidt Ebi Wehrle                            | 3:01:08      |

Datum: Sonntag, 18. Februar 1951

## Nordische Kombination
| Platz | Sportler             | Ort             | Punkte |
| ----- | -------------------- | --------------- | ------ |
| 01    | Andreas Hechenberger | Oberaudorf      | 434,7  |
| 02    | Hans Speicher        | Reit im Winkl   | 434,4  |
| 03    | Franz Schifferer     | Bad Reichenhall | 431,9  |
| 04    | Reinhold Karg        | Hindelang       | 430,0  |
| 05    | Hubert Egger         | München         | 422,9  |
| 06    | Peter Wiede          | München         | 421,7  |
| 07    | Karl Ehrenberg       | Altenau         | 418,2  |
| 08    | Hermann Heiß         | Partenkirchen   | 415,3  |
| 09    | Karl Braun           | Partenkirchen   | 414,8  |
| 10    | Rudi Riedel          | Stuttgart       | 413,6  |

Datum: Freitag, 16. Februar und Samstag, 17. Februar 1951

Die beiden ersten des 18-km-Langlaufes, Albert Mohr und Karl Vogel konnten ihren Vorsprung nicht verteidigen. Der Sieger des Sprunglaufes wurde O. Acker aus München, dessen Chancen auf das Podest nach dem Langlauf allerdings bereits aussichtslos waren. Es nahmen 36 Athleten am Kombinationssprunglauf auf der Hochfirstschanze teil. Deutscher Meister wurde Anderl Hechenberger.

## Skispringen
| Platz | Sportler          | Ort           | Weite 1 | Weite 2 | Punkte |
| ----- | ----------------- | ------------- | ------- | ------- | ------ |
| 1     | Josef Kleisl      | Partenkirchen | 86,0 m  | 87,5 m  | 225,1  |
| 2     | Franz Eder        | Berchtesgaden | 87,5 m  | 87,0 m  | 224,6  |
| 3     | Sepp Weiler       | Partenkirchen | 82,0 m  | 84,0 m  | 217,1  |
| 4     | Toni Brutscher    | Oberstdorf    | 81,0 m  | 83,0 m  | 214,8  |
| 5     | Sepp Hohenleitner | Partenkirchen | 76,0 m  | 83,5 m  | 210,8  |
| 6     | Franz Dengg       | Partenkirchen | 79,5 m  | 79,5 m  | 206,5  |

Datum: Sonntag, 18. Februar 1951

K-Punkt: 80 m

Zuschauer: ~30.000

## Zeitungsartikel
- 22jähriger Allgäuer neuer deutscher Langlaufmeister, Südkurier, Ausgabe Nr. 27 vom 17. Februar 1951, Seite 4.  Abrufbar unter: digital.blb-karlsruhe.de.
- Hechenberger-Oberaudorf Deutscher Meister in der nordischen Kombination, Passauer Neue Presse, Ausgabe Nr. 21 vom 20. Februar 1951, Seite 6.
- Das Sportgeschehen auf einen Blick, PNP, Ausgabe Nr. 21 vom 20. Februar 1951, Seite 6.
- Ein deutscher Skimeistertitel für Schwarzwälder, Südkurier, Ausgabe Nr. 28 vom 20. Februar 1951, Seite 3. Abrufbar unter: digital.blb-karlsruhe.de.
- Bayerns Langläuferklasse garantierte Staffelsieg, Südkurier, Ausgabe Nr. 28 vom 20. Februar 1951, Seite 3.  Abrufbar unter: digital.blb-karlsruhe.de.
- Die Ueberraschung im Spezialsprunglauf, Südkurier, Ausgabe Nr. 28 vom 20. Februar 1951, Seite 3.  Abrufbar unter: digital.blb-karlsruhe.de.
- Der Schwarzwälder Triumph im Skimarathon, Südkurier, Ausgabe Nr. 28 vom 20. Februar 1951, Seite 3.  Abrufbar unter: digital.blb-karlsruhe.de.
- Deutsche Skimeisterschaften – Nordische Kombination in Neustadt, Das Volk, Ausgabe Nr. 20 vom 20. Februar 1951, Seite 3.  Abrufbar unter: digital.blb-karlsruhe.de.
- Oskar Burgbacher der Größte, Das Volk, Ausgabe Nr. 23 vom 22. Februar 1951, Seite 3.  Abrufbar unter: digital.blb-karlsruhe.de.
- Burgbacher Ski-Marathon-Meister, PNP, Ausgabe Nr. 22 vom 22. Februar 1951, Seite 7.